# Andreï Babechine
Andreï Alekseïevitch Babechine (en russe : Андрей Алексеевич Бабешин) est un joueur russe de volley-ball né le 6 avril 1996. Il mesure 1,85 m et joue libero.

## Clubs
| Club                    | De        | À   |
| ----------------------- | --------- | --- |
| Gazprom-Iourga Sourgout | 2013-2014 | ... |

## Palmarès
Néant.